# Europejska Organizacja Portów Morskich

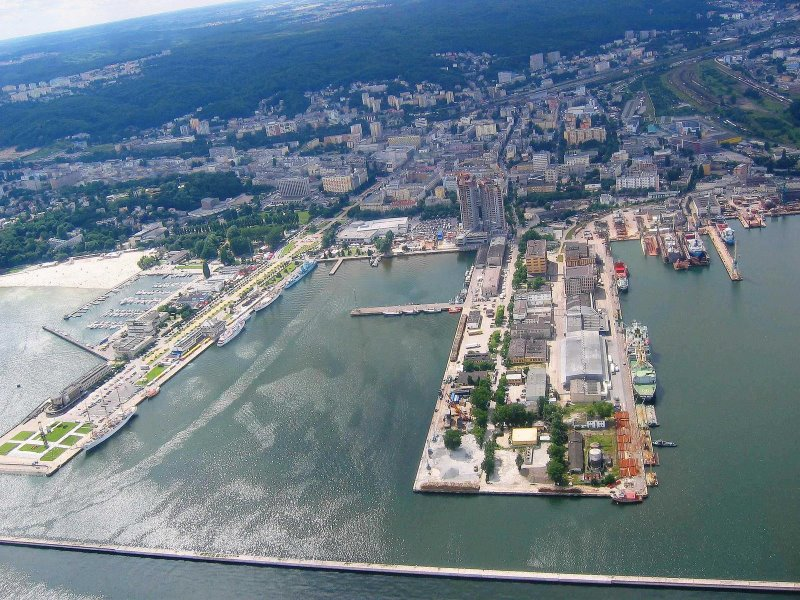
Port Gdynia należy do ESPO

Europejska Organizacja Portów Morskich (ESPO) – założone w 1993 roku ciało przedstawicielskie reprezentujące władze, zarządy i związki portów morskich krajów Unii Europejskiej i Norwegii. Do organizacji mogą należeć również inne kraje spoza UE, lecz przysługuje im status obserwatora.
Siedziba Zgromadzenia Ogólnego, Komitetu Wykonawczego i ośmiu komisji technicznych ESPO mieści się w Brukseli. ESPO reprezentuje interesy 98% portów morskich UE i jest w bezpośrednim kontakcie z 500 portami spoza Unii.

## Pochodzenie
W roku 1974 Komisja Europejska utworzyła Portową Grupę Roboczą (PWG), do której zaproszono władze głównych portów Europy. Prace PWG zaowocowały utworzeniem w roku 1993 ESPO. ESPO funkcjonuje jako niezależna organizacja reprezentująca interesy zarządów portów członkowskich. Jej pierwszym przewodniczącym został Ferdinand Suykens, były dyrektor naczelny portu w Antwerpii.

## Zarządzanie
Władzę najwyższą organizacji sprawuje Zgromadzenie Ogólne, składające się z trzech przedstawicieli każdego państwa członkowskiego. Jest odpowiedzialne za prowadzenie polityki opartej na wytycznych komisji technicznych i zbiera się co najmniej dwa razy w roku. Komitet Wykonawczy składa się z przewodniczącego, dwóch wiceprzewodniczących i dwóch wybieralnych członków Zgromadzenia Ogólnego. Komitet Wykonawczy jest odpowiedzialny za współdziałanie z Komisją Europejską i innymi instytucjami UE. Komisje techniczne to komisja ds. transportu, komisja morska i komisja ds. środowiska.

## Środowisko
Misją ESPO jest oddziaływanie na politykę unijną w celu osiągnięcia bezpiecznego, wydajnego i przyjaznego dla środowiska sektora portowego, a także działalność jako kluczowego elementu branży transportowej, gdzie stosowane są – w sposób nieograniczony i niewypaczony – warunki rynkowe.
W 2003 roku ESPO rozpowszechniła wśród członkowskich zarządów portów zbiór zasad praktycznego postępowania w sprawie środowiska. Ten zbiór zasad jest wykorzystywany w połączeniu ze Środowiskowym Systemem Przeglądu Portów (PERS) w celu wypracowania standardów polityki, zarządzania i wykonywania zaleceń zgodnych z przepisami o ochronie środowiska. PERS powstał jako część stworzonego przez ESPO projektu ECOPORTS.

## Konferencje
ESPO organizuje doroczne konferencje portów. Podczas 9. konferencji ESPO w Sopocie organizacja zaapelowała do Komisji Europejskiej o ustanowienie spójnej polityki portowej na kontynencie europejskim. Swe propozycje wyraziła w dokumencie pod nazwą „Manifest Portowy”. 12. doroczna konferencja ESPO odbyła się 30 kwietnia 2015 roku w Atenach.